# Foxborough
Foxborough è un comune degli Stati Uniti d'America appartenente alla contea di Norfolk nello stato del Massachusetts. È situata a circa 35 km a sud ovest di Boston e 29 a nord est di Providence.
Foxborough è il nome ufficiale della città, anche se più comunemente è conosciuta come Foxboro.

## Storia
Fondata nel 1704 e costituita in città nel 1778, Foxborough chiamata così in onore di Charles James Fox, rappresentante dei Whig nel parlamento britannico, che fu un fedele supporter delle Colonie americane negli anni precedenti alla rivoluzione americana.
Foxborough era una volta sede della più grande fabbrica di cappelli di paglia. Fondata dal locale businessman E.P. Carpenter, l'edificio dell'Union Straw Works bruciò all'inizio del XX secolo.
Foxborough era composta di piccole comunità contigue fino all'inizio del Novecento. Queste includevano Foxvale/Paineburgh, che rimase semi-indipendente sino alla metà del ventesimo secolo, Quaker Hill nel South Foxborough e Lakeview/Donkeyville nel West Foxborough.

## Cultura

### Sport
La cittadina è molto conosciuta come sito del Gillette Stadium, stadio dei New England Patriots che militano nella National Football League e dei New England Revolution club calcistico della Major League Soccer che ha preso il posto del precedente Foxboro Stadium, impianto che nel 1994 aveva ospitato sei incontri del Campionato mondiale di calcio, tra cui la partita tra Argentina e Grecia in cui Maradona realizzò il suo ultimo gol in un incontro valevole per la coppa del mondo e la partita tra Argentina e Nigeria, tristemente ricordata in quanto al termine dell'incontro Maradona non superò i controlli antidoping, episodio che segnò l'inizio della fine della sua carriera.